# Paraxerus boehmi
Paraxerus boehmi là một loài động vật có vú trong họ Sóc, bộ Gặm nhấm. Loài này được Reichenow mô tả năm 1886.